# Yeji (Lu’an)

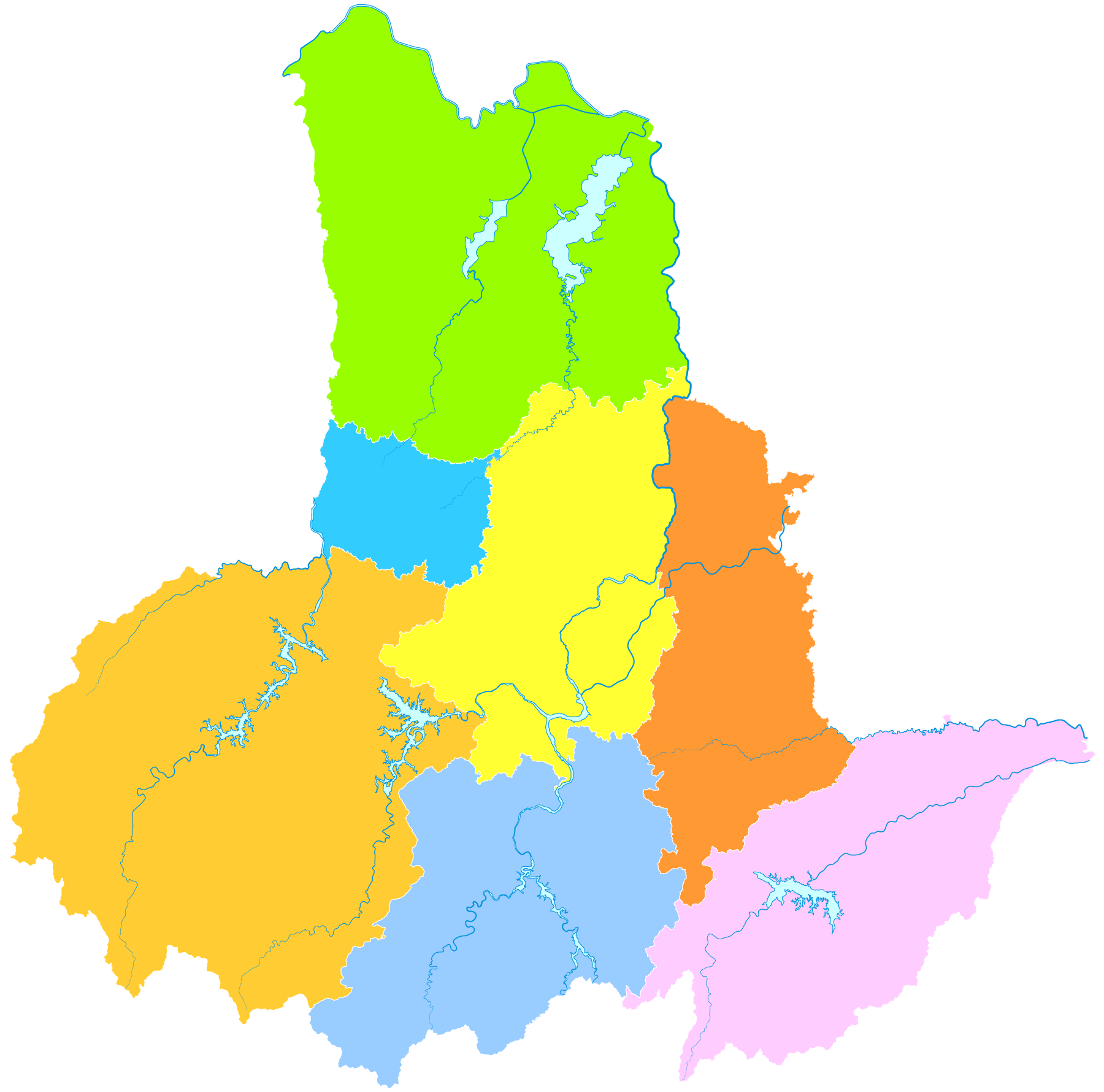
Lage des Stadtbezirks Yeji im Gebiet der bezirksfreien Stadt Lu’an

Yeji (chinesisch 叶集区, Pinyin Yèjí Qū) ist ein Stadtbezirk in der chinesischen Provinz Anhui. Er gehört zum Verwaltungsgebiet der bezirksfreien Stadt Lu’an. Der Stadtbezirk hat eine Fläche von 568 Quadratkilometern und zählt ca. 270 000 Einwohner (2018).
2015 wurden die beiden Großgemeinden Yeji (叶集镇) und Sanyuan (三元镇), sowie die Gemeinde Sungang (孙岗乡) vom Kreis Huoqiu abgetrennt und daraus der Stadtbezirk Yeji geschaffen.
Im Stadtbezirk gibt es über 2000 Holz- und Bambus-verarbeitende Betriebe, hauptsächlich zur Möbelherstellung.

## Administrative Gliederung
Auf Gemeindeebene setzt sich der Stadtbezirk aus zwei Straßenvierteln, drei Großgemeinden und einer Gemeinden zusammen. Diese sind:
- Straßenviertel Shihe (史河街道)
- Straßenviertel Pinggang (平岗街道)
- Großgemeinde Yaoli (姚李镇)
- Großgemeinde Hongji (洪集镇)
- Großgemeinde Sanyuan (三元镇)
- Gemeinde Sungang (孙岗乡)